# Eberhard Breitmaier
Eberhard Breitmaier (* 20. Januar 1939 in Tübingen) ist ein deutscher Chemiker und Hochschullehrer.

## Leben
Breitmaier schloss 1966 das Chemiestudium mit der Promotion zum Thema Struktur und Chelatbildungsvermögen der Kondensate aus 2-Aminothiophenol und Dicarbonylverbindungen bei Ernst Bayer an der Universität Tübingen ab. Von 1967 bis 1968 war er zunächst als Postdoc, dann als Assistant Professor an der University of Houston (Texas) tätig. 1971 erfolgte die Habilitation an der Universität Tübingen, wo er als Wissenschaftlicher Rat und von 1973 bis 1974 als außerplanmäßiger Professor tätig war. Von 1975 bis zu seiner Emeritierung 2004 war Breitmaier Professor für Organische Chemie und instrumentelle Analytik an der Rheinischen Friedrich-Wilhelms-Universität Bonn. Er lebt in Meckenheim-Merl.
Breitmaier veröffentlichte neben zahlreichen Originalarbeiten mehrere Lehrbücher auf den Gebieten der Organischen Chemie, Naturstoffchemie und der NMR-Spektroskopie.

## Wissenschaftliches Werk
Breitmaiers Forschung beschäftigte sich mit 3-Alkoxyacroleinen als Synthesereagenzien, Porphyrinoide und der Phytochemie.

## Publikationen (Auswahl)
- Organische Chemie I. 1978; Organische Chemie II. 1983.
  - Neuauflage: Eberhard Breitmaier, Günther Jung: Organische Chemie. Grundlagen, Verbindungsklassen, Reaktionen, Konzepte, Molekülstruktur, Naturstoffe, Syntheseplanung, Nachhaltigkeit. 7. Auflage. Thieme, Stuttgart, New York 2012, ISBN 978-3-13-541507-9 (eingeschränkte Vorschau in der Google-Buchsuche).
- Eberhard Breitmaier: Terpene. Aromen, Düfte, Pharmaka, Pheromone. 2. Auflage. Wiley-VCH, Weinheim 2012, ISBN 978-3-527-31498-0 (eingeschränkte Vorschau in der Google-Buchsuche).
- Eberhard Breitmaier: Vom NMR-Spektrum zur Strukturformel organischer Verbindungen. 3. Auflage. Wiley-VCH, Weinheim 2012, ISBN 978-3-527-31499-7 (eingeschränkte Vorschau in der Google-Buchsuche).
- Eberhard Breitmaier: Alkaloide. Betäubungsmittel, Halluzinogene und andere Wirkstoffe. 2. Auflage. B. G. Teubner, Stuttgart, Leipzig, Wiesbaden 2002, ISBN 978-3-519-13542-5 (eingeschränkte Vorschau in der Google-Buchsuche).
- 13C-NMR-Spektroskopie. Eine Arbeitsanleitung mit Übungen. 1977.
- Atlas of Carbon-13 NMR DATA. 3 Bände. 1975–1978.
- 13C NMR Spectroscopy – Methods and Applications. 1972; 2. Auflage 1978.
  - Neuauflage: Eberhard Breitmaier, Wolfgang Voelter: Carbon-13 NMR Spectroscopy. High-Resolution Methods and Applications in Organic Chemistry and Biochemistry. 3. Auflage. VCH, Weinheim, New York 1990, ISBN 978-3-527-26466-7 (eingeschränkte Vorschau in der Google-Buchsuche).
- A Concise Introduction to Organic Chemistry. 1973.